# Sweet and Tender Hooligan
Sweet and Tender Hooligan è un brano della band inglese The Smiths.
Pubblicato anche come singolo, il 23 maggio del 1995 dalla Reprise Records, per il solo mercato americano.

## Realizzazione
Nel 1995, la pubblicazione della raccolta Singles, da parte della WEA, venne preceduta in Europa dall'uscita del singolo promozionale Ask, già uscito nel 1986 e ristampato per l'occasione. Negli Stati Uniti, invece, la Reprise Records (sussidiarria americana della WEA), decise di promuovere l'album con un singolo contenente rarità, anche non presente sulla compilation stessa. Quindi, nel maggio del 1995, esce Sweet and Tender Hooligan, precedentemente registrato per lo show radiofonico di John Peel ed incluso già nella compilation Louder Than Bombs, del 1987.
Il disco contiene due cover tra le b-sides: Work Is a Four-Letter Word originariamente interpretata da Cilla Black (già peraltro b-side di Girlfriend in a Coma) e What's The World, brano della band inglese James.
Nel testo, Morrissey, affronta di nuovo uno dei suoi temi ricorrenti: il crimine giovanile. Come già il titolo fa presagire, infatti, Sweet and Tender Hooligan, descrive il ritratto di un giovane assassino che cerca di difendersi in tribunale appellandosi alla clemenza della giuria con il narratore che, sarcasticamente, prende le parti dei criminali: Jury, you've heard every word / But before you decide / Would you look into those Mother-me eyes? / Don't blame / This sweet and tender hooligan / Because he'll never, never do it again / Not until the next time ("Giurati voi avete dunque udito ogni parola / Ma prima che decidiate / Guardate in quegli occhi imploranti / Non incolpate / Questo dolce e tenero teppista / Perché lui non lo farà, mai, mai più / non fino alla prossima volta").
Una versione di Sweet and Tender Hooligan è stata interpretata dal gruppo francese Nouvelle Vague, nel 2004, inclusa nel loro secondo album, Bande à Part.

## Copertina
La copertina del singolo è una foto del pugile Cornelius Carr tratta dal videoclip promozionale del singolo solista di Morrissey, Boxers, diretto da James O'Brien, nel 1995.

## Tracce
- US 12" / CDs

1. Sweet and Tender Hooligan (Peel Sessions, 17 dicembre 1986) - 3:35
2. I Keep Mine Hidden - 1:59
3. Work Is a Four-Letter Word - 2:47
4. What's the World? (live in Glasgow, 25 settembre 1985) - 2:06

## Formazione
- Morrissey – voce
- Johnny Marr – chitarra, pianoforte
- Andy Rourke – basso
- Mike Joyce – batteria